# Lijst van oorlogen van Luxemburg
Dit is een lijst van oorlogen van het Groothertogdom Luxemburg vanaf zijn onafhankelijkheid van het Koninkrijk der Nederlanden in 1890.
| Begin | Eind  | Naam conflict                     | Partijen | Partijen                                                                                                   | Uitkomst |
| Begin | Eind  | Naam conflict                     | Combatant 1 | Combatant 2                                                                                                | Uitkomst |
| ----- | ----- | --------------------------------- | --- | --- | --- |
| 1914  | 1918  | Eerste Wereldoorlog               | Geallieerden: Derde Franse Republiek Britse Rijk Koninkrijk België Keizerrijk Rusland (1914–17) Verenigde Staten (1917–18) en anderen                            | Centrale mogendheden Duitse Keizerrijk Oostenrijk-Hongarije Ottomaanse Rijk Koninkrijk Bulgarije (1915–18) | Duitse bezetting van Luxemburg (1914–1918) Geallieerde overwinning - Vanwege pro-Duitse houding moet groothertogin Maria Adelheid aftreden (9 januari 1919) - Monarchie overleeft, ondanks sterke republikeinse en pro-Belgische oppositie - Verdrag van Versailles (1919) (art. 40–41): afschaffing Duitse privileges over Luxemburg |
| 1919  | 1919  | Opstand van 1919                  | Derde Franse Republiek Groothertogdom Luxemburg | Comité de Salut Public Republiek Luxemburg                                                                 | Franse en monarchistische overwinning - Republikeinse en pro-Belgische opstand onderdrukt (10 januari 1919) |
| 1939  | 1945  | Tweede Wereldoorlog               | Geallieerden - waaronder Nederland, België en Luxemburg | Asmogendheden - waaronder nazi-Duitsland en Japanse Keizerrijk                                             | Duitse bezetting van Luxemburg (1940–1945) Geallieerde overwinning - Benelux opgericht (1944) - Beneluxlanden krijgen vooroorlogse gebieden terug |
| 1950  | 1953  | Koreaanse Oorlog                  | Republiek Korea Verenigde Naties - waaronder Nederland, België en Luxemburg                                                                                      | Democratische Volksrepubliek Korea Volksrepubliek China                                                    | Wapenstilstand |
| 1998  | 1999  | Kosovo-oorlog                     | UÇK Albanië NAVO: België Canada Denemarken Frankrijk Duitsland Italië Luxemburg Nederland Noorwegen Portugal Spanje Turkije Verenigd Koninkrijk Verenigde Staten | Federale Republiek Joegoslavië Russische vrijwilligers                                                     | Overwinning van de NAVO - Terugtrekking van Joegoslavische troepen. - Kosovo komt onder VN-toezicht te staan (UNMIK) |
| 2001  | heden | Oorlog in Afghanistan (2001-2021) | Noordelijke Alliantie (2001) Islamitische Republiek Afghanistan NAVO ( ISAF, RS) - waaronder Nederland, België en Luxemburg                                      | Islamitisch Emiraat Afghanistan (2001) Taliban                                                             | Onbeslist - Taliban verdreven uit stedelijke gebieden - Wankele democratie ingevoerd - Taliban blijven aanslagen en guerrilla-aanvallen plegen |